# Operación Bojinka
Operación Bojinka (también conocido como Proyecto Bojinka) fue un proyecto desarrollado por Ramzi Yousef y Jalid Sheij Mohamed, dos miembros de Al Qaeda para efectuar un ataque terrorista a gran escala previo a los ataques del 11 de septiembre. El Proyecto Bojinka fue descubierto luego de que un fuego químico atrayera la atención de la policía filipina en el 6 y 7 de enero, pero algunas lecciones aprendidas ayudaron a los que planificaron el 11 de septiembre.
Los terroristas planearon destruir once aviones en rutas entre Asia y Estados Unidos cuando estos volaran sobre el Océano Pacífico para causar unas 4000 víctimas mortales, matar al papa Juan Pablo II durante su visita a la celebración de la Jornada Mundial de la Juventud de Manila 1995, y estrellar un avión en contra del edificio de la CIA en Langley, Virginia, todo esto pretendían llevarlo a cabo entre los días 15 y 22 de enero de 1995. La trama fue descubierta por policías de Manila (Filipinas), quienes abortaron el proyecto el 6 de enero de 1995.

Ramzi Yousef, cabecilla de la operación

Se considera como parte de la operación el atentado al Vuelo 434 de Philippine Airlines en el que una bomba explotó mientras el avión se dirigía desde Manila (Filipinas) hasta el aeropuerto de Tokio-Narita, con escala en la ciudad de Cebú, la detonación provocó la muerte de un pasajero y heridas a otros diez, el ataque se trató de una prueba previa al desarrollo del plan masivo, ya que se buscaba comprobar la efectividad de los explosivos que se utilizarían.

## Planificación de la operación
Los fondos para la realización de la operación fueron aportados directamente por Osama bin Laden y Riduan Isamuddin, junto con organizaciones operadas por Mohammed Jamal Khalifa, cuñado de bin Laden. Si bien las tres personas citadas eran quienes aportaban el dinero, quien fungía como financiero de los terroristas fue Wali Khan Amin Shah, un afgano residente en Manila quien inició una operación de lavado de dinero con la ayuda de su novia y otras mujeres residentes en la ciudad, el financiero del proyecto lograba abrir cuentas a nombre de otras personas mediante regalos o vacaciones. También se contó con la asistencia de una compañía denominada Konsojaya que permitía asistencia financiera y lavado de dinero a la célula terrorista.
Las transferencias de dinero se realizaban en pequeñas cantidades que rondaban entre los 12 000 y los 24 000 pesos filipinos (entre 500 y 1000 dólares de la época), los fondos eran dirigido a nombre de una persona llamada "Adam Sali", alias utilizado por Ramzi Yousef quien recogía la cuenta en un banco filipino a nombre de Omar Abu Omar, un jordano que trabajaba en el Centro de Relaciones Internacionales e Información, organización islámica manejada por Mohammed Jamal Khalifa.
Yousef, quien había sido responsable del Atentado del World Trade Center de 1993 fue el encargado de iniciar la célula terrorista en Manila junto con otros afganos que habían llegado al país tras haberse reunido con Amin Shah en Singapur a principios de 1994.
En un principio Yousef había decido ausentarse de la ciudad de Manila, pero a su regreso fue recibido por emisarios de bin Laden quienes le pidieron que atentara contra el entonces presidente de Estados Unidos, Bill Clinton, quien llegaría a la ciudad el 12 de noviembre como parte de una gira por Asia. Yousef pensó en distintas maneras de llevar a cabo el objetivo, pero todas fueron descartadas debido a la dificultad de realizarlas, sin embargo, esto motivó que se incluyera al papa Juan Pablo II en la lista de objetivos.

Ubicación de las Islas Filipinas.

A finales de 1994, Yousef y Jálid Sheij Mohámed comenzaron a probar la seguridad del aeropuerto. Yousef reservó un vuelo entre el Aeropuerto Internacional Kai Tak en Hong Kong y el Aeropuerto Internacional Taiyuan de Taiwán, cerca de Taipéi. Mohámed reservó un vuelo entre el Aeropuerto Internacional Ninoy Aquino, cerca de Manila y el Aeropuerto Internacional de Gimpo, en las cercanías de Seúl. Los dos ya habían convertido catorce botellas de solución de lentes de contacto, que estaba fácilmente disponible en Filipinas, en botellas que contenían nitroglicerina. Yousef había pegado una varilla de metal al arco de su pie, que serviría de detonador. Los dos llevaban joyas y ropa con metal para confundir la seguridad aeroportuaria. Para sostener su afirmación de que estaban conociendo a mujeres, empaquetaron preservativos en sus bolsas.
En el mes de diciembre llegó a Manila, el pakistaní Abdul Hakim Murad para reunirse con Yousef y continuar con los preparativos. El 8 de diciembre, los dos miembros se trasladaron a los Apartamentos Doña Josefa, Yousef se encargó de los trámites bajo el alias "Najy Awaita Haddad". En el momento del registro se cometió un posible error ya que llenó un segundo formulario, las encargadas del complejo de vivienda creyeron que había tenido un error tipográfica, cuando en realidad había escrito su verdadero nombre en el primer formulario, tras pagar las cuotas de alquiler ocuparon el Apartamento 603. El complejo departamental se encontraba a unos 200 metros de la nunciatura apostólica de Manila y a medio kilómetro de la comisaría de policía número 9, el piso se convirtió en el lugar elegido para la preparación de los atentados. Los ocupantes despertaron las sospechas de los vecinos del complejo pues se trataba de personas con actitudes muy secretas y solían llevar cajas sin pedirle ayuda a nadie, las personas de administración pensaban que se trataban de estudiantes, cuando en realidad fabricaban bombas y transportaban químicos adquiridos a proveedores en Manila y Ciudad Quezón.

## Atentados de prueba
Debido a la complejidad del atentado, la célula terrorista determinó la realización de una serie de ataques como forma de prueba. El primero de ellos fue llevado a cabo a finales de noviembre en un centro comercial de la ciudad de Cebú. Se colocó un pequeño dispositivo de nitroglicerina en una sala de generadores, provocó daños menores pero demostró a Yousef que los explosivos que fabricaron funcionaban y eran aptos para su uso.
El 1 de diciembre de 1994 se llevó a cabo el segundo atentado preparativo, Amin Shah colocó una bomba bajo un asiento del Teatro Greenbelt de Manila, con el objetivo de probar el comportamiento de la bomba en el caso de estar colocada debajo del asiento de un avión, el artefacto estalló provocando heridas a varios clientes.

### Vuelo 434 de Philippine Airlines
La tercera prueba se llevó a cabo el 11 de diciembre, Yousef abordó un vuelo entre el Aeropuerto de Manila y el de Tokio-Narita haciendo escala en la terminal aérea de Mactán-Cebú, el atacante colocó la bomba dentro de un chaleco salvavidas ubicado debajo de su asiento (26K), tras esto abandonó la aeronave durante la escala en Cebú. Yousef abordó el vuelo bajo el nombre "Arnaldo Forlani", usando un pasaporte italiano falso, programó la bomba para que hiciera explosión cuatro horas después de haber sido colocada, esperando que detonara cuando sobrevolaba el mar, sin embargo la aeronave se vio afectada por un retraso de 38 minutos en el aeropuerto.

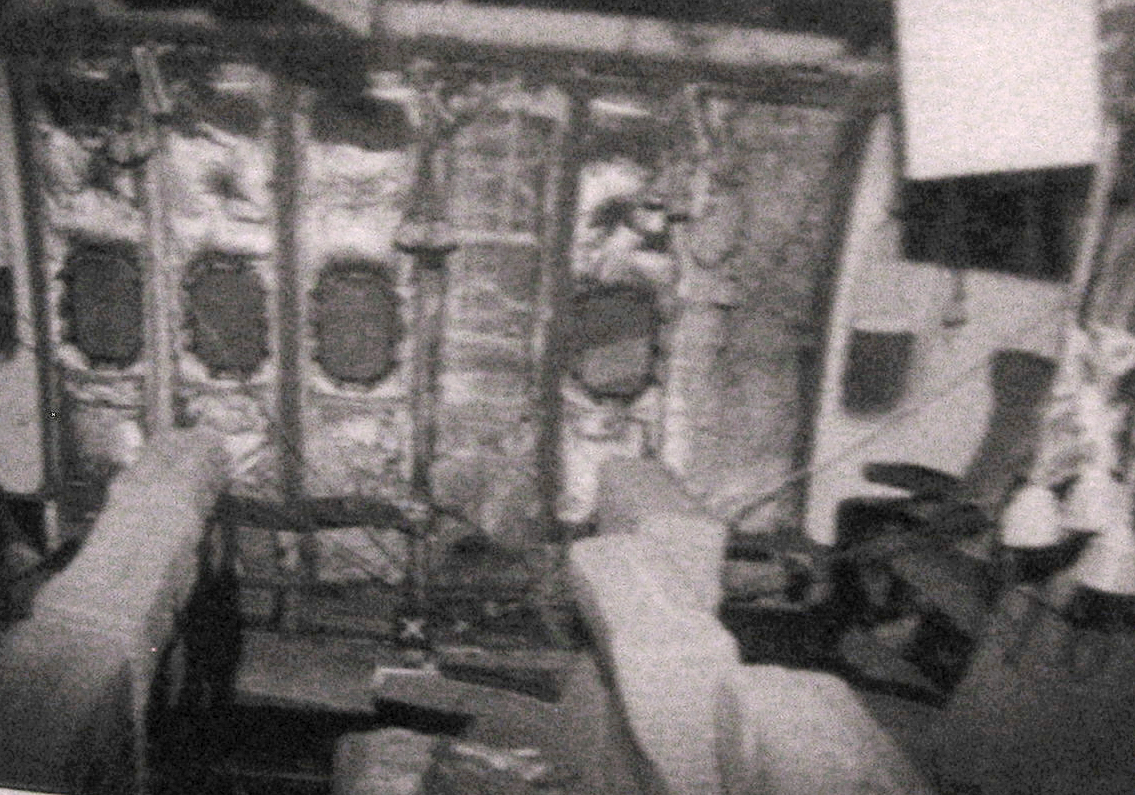
Vuelo 434 después del atentado.

La bomba explotó cuando el avión sobrevolaba la isla de Minami Daitō perteneciente a la Prefectura de Okinawa. Un fabricante de máquinas de coser japonés de 24 años, llamado Haruki Ikegami, murió en la explosión al haber ocupado el asiento 26K en Cebú, otras 10 personas resultaron heridas. El terrorista plantó el artefacto en el lugar, creyendo que se encontraba sobre el tanque de combustible, como suele ser habitual en los Boeing 747, lo que haría que al explotar se partiera en dos el avión incluso si la explosión no fuese tan potente, sin embargo, este aparato fue utilizado previamente por la aerolínea escandinava SAS y contaba con una configuración de asientos diferente a la habitual, por lo que el lugar 26K se localizaba dos filas por delante del depósito de turbosina. El artefacto explosivo causó daños pues arrancó una porción de 0,2 m² (dos pies cuadrados) de la planta de la cabina, sin embargo el fuselaje del avión permaneció intacto. Por otro lado, la demora de 38 minutos en el despegue de Cebú significó que el avión no se encontrara tan lejos de la costa, lo que contribuyó al aterrizaje de emergencia. El equipo de pilotos tomó el control del avión y pudo realizar un aterrizaje de emergencia en el Aeropuerto de Naha donde el resto de pasajeros y la tripulación fueron evacuados. Tras observar el funcionamiento de su bomba, Yousef determinó iniciar con la segunda etapa.

## Fase I: Conspiración para el asesinato de Juan Pablo II
La primera fase del plan terrorista consistía en asesinar al papa Juan Pablo II durante su visita a Filipinas en el marco de la Jornada Mundial de la Juventud 1995. El 15 de enero un terrorista suicida se disfrazaría como sacerdote católico y se haría explotar al paso de la caravana del sumo pontífice que se dirigiría al Seminario de San Carlos localizado en la ciudad de Macati. El atentado serviría como un distractor para planificar adecuadamente la segunda fase de la operación. Se dice que Yousef había entrenado a unos 20 hombres para lograr su objetivo.

## Fase II: Trama para atacar aviones comerciales
Los detalles de la segunda fase se conocieron durante las investigaciones en el Apartamento 603 del edificio Doña Josefa.
El segundo plan contaba con la participación de por lo menos cinco terroristas: Yousef, Amin Shah, Murad y otros dos atacantes desconocidos. Los atentados se desarrollarían entre los días 21 y 22 de enero de 1995, los atacantes colocarían bombas en once aviones de pasajeros de aerolíneas estadounidenses con destino a ese país de América del Norte, los objetivos harían escala en distintos puntos del Sudeste Asiático y Asia Oriental. Todos los vuelos elegidos tenían por lo menos dos fases de vuelo. Los artefactos explosivos iban a ser colocados debajo de los asientos escondidos en chalecos salvavidas, replicando el modo de ataque del vuelo 434 de Philippine Airlines, todos los atacantes bajarían del avión en la primera escala para posteriormente tomar vuelos rumbo a Lahore (Pakistán). El proceso implicaba que los hombres no necesitarían de un visado estadounidense debido a que el proceso se realizaría exclusivamente en suelo asiático.
Los terroristas eligieron únicamente aerolíneas estadounidenses en lugar de asiáticas con el objetivo de aumentar el efecto de shock por parte de la población norteamericana. Los vuelos elegidos fueron renombrados con nombres en clave: "Zyed", "Majbos", "Markoa", "Mirqas" y "Obaid". Este último se refería a Abdul Hakim Murad quien después de colocar el artefacto en un primer vuelo volaría a Singapur para atentar contra otro perteneciente a United Airlines.
Los reportes informan que "Zyed", era un nombre probablemente referido a Ramzi Yousef, quien atacaría tres aviones: el Vuelo 30 de Northwest, un vuelo de United entre Taipéi y Honolulu además de otro aparato de la misma línea aérea que cubría la ruta Bangkok - Taipéi - San Francisco.
Las explosiones debían ser programadas por los atacantes antes de descender al avión. Los aparatos debieron de haber estallado cuando las aeronaves se encontraran sobrevolando el Océano Pacífico y el Mar de la China Meridional. Si el plan hubiera tenido éxito probablemente varios millares de personas habrían muerto y el tráfico aéreo de todo el mundo podría haber sido cerrado en su totalidad. El FBI estima que podría haber causado alrededor de 4000 víctimas, lo que hubiera convertido en el atentado terrorista más mortífero en la historia reciente, superando incluso en número de afectados al 11-S.

### Bomba utilizada
Los artefactos explosivos eran microbombas denominadas "Mark II" que tendrían relojes digitales Casio a modo de temporizador, estabilizadores parecidos a bolas de algodón y una cantidad indeterminada de nitroglicerina funcionando como explosivo. También incluirían otros ingredientes como glicerina, nitrato, ácido sulfúrico y pequeñas concentraciones de nitrobenceno, azida de plata y acetona líquida. En cada bomba se usarían dos baterías de 9 voltios como fuente de energía. Las pilas estarían conectadas a filamentos de bombillas que servirían para detonar la carga explosiva. Además habría un enchufe externo que sería ocultado cuando el terrorista empujara los alambres bajo la base del reloj. La modificación del reloj era mínima, incluso podía seguir funcionando de manera normal.
En el atentado del Vuelo 434, Yousef utilizó un artefacto explosivo similar, las baterías las consiguió tras pasar los controles de seguridad del aeropuerto y las ocultó en el hueco de los talones de sus zapatos, mientras que la nitroglicerina fue llevada a bordo en forma de contrabando tras ocultarla en un contenedor que contenía solución para limpieza de lentes de contacto.

### Aeropuertos planeados como objetivo

#### En Asia
- Aeropuerto Internacional Kai Tak en Hong Kong (cerrado día 6 de julio año 1998)
- Nuevo Aeropuerto Internacional de Tokio, (renombrado posteriormente como Aeropuerto Internacional de Narita) en Tokio, Japón.
- Aeropuerto Internacional Ninoy Aquino en Pásay / Parañaque, cerca de Manila, Filipinas.
- Aeropuerto Internacional de Taiwán Taoyuan, cerca de Taipéi, Taiwán.
- Aeropuerto de Singapur-Changi, en Singapur.
- Aeropuerto Internacional de Gimpo, cerca de Seúl, Corea del Sur.
- Aeropuerto Internacional Don Mueang en Bangkok, Tailandia.

#### En Estados Unidos
- Aeropuerto Internacional de Honolulu en Honolulu, Hawái.
- Aeropuerto Internacional John F. Kennedy en la ciudad de Nueva York.
- Aeropuerto Internacional de Los Ángeles, Los Ángeles, California.
- Aeropuerto Internacional O'Hare, Chicago, Illinois.
- Aeropuerto Internacional de San Francisco, San Francisco, California.

### Vuelos señalados como objetivo
- Dennis Piszkiewicz, autor del libro Terrorism's War with America: A History (Guerra de losTerrorismos con América: Una Historia) señaló que "Zyed", era probablemente el nombre en clave de Ramzi Yousef. Quien atacaría los vuelos: Manila - Seúl - Los Ángeles de Northwest Airlines; otro aparato en la ruta Seúl - Taipéi - Honolulu de United y un segundo avión de la misma compañía con el itinerario Taipéi - Bangkok - San Francisco. Tras bajar en la capital de Tailandia, Zyed tomaría un vuelo rumbo a Karachi (Pakistán).[21]
- La persona con nombre en clave "Majbos" atacaría el vuelo Taipéi - Tokio - Los Ángeles de United, descendería en Tokio para tomar otro vuelo en ruta Tokio - Hong Kong - Nueva York de la misma aerolínea, finalmente bajaría de la aeronave en Hong Kong para dirigirse a Karachi.[21]
- Otro terrorista con el código "Maroka" se encargaría de colocar las bombas en el vuelo de Northwest con ruta Manila - Tokio - Chicago, descendería en la capital de Japón para tomar un vuelo con el itinerario Tokio - Hong Kong - Nueva York de la misma aerolínea, finalmente desembarcaría en Hong Kong para dirigirse a la ciudad de Karachi.[21]
- El siguiente miembro de la célula, con el apodo "Mirqas" atacaría un vuelo de United en la ruta Manila - Seúl - San Francisco, en la capital de Corea del Sur bajaría del aparato para tomar un avión de Delta Air Lines que haría el viaje Seúl - Taipéi - Bangkok. Después de bajar en Taiwán escaparía hacia la ciudad de Karachi.[22]
- Finalmente, un atacante con el nombre "Oblaida" atacaría dos vuelos de United. El primero de ellos haría el recorrido Singapur - Hong Kong - Los Ángeles y el segundo inicialmente hacía el recorrido inverso, pero al llegar a Singapur tomaría la ruta Singapur - Hong Kong - San Francisco. Al llegar a la ciudad-estado Oblaida escaparía a Pakistán.[21]

## Fase III: Plan para estrellar un avión en la CIA
La fase III de la operación fue detallada por Abdul Hakim Murad en una confesión hecha a la Policía de Manila, la cual fue dada a conocer el 3 de junio por el diario australiano The Advertiser.

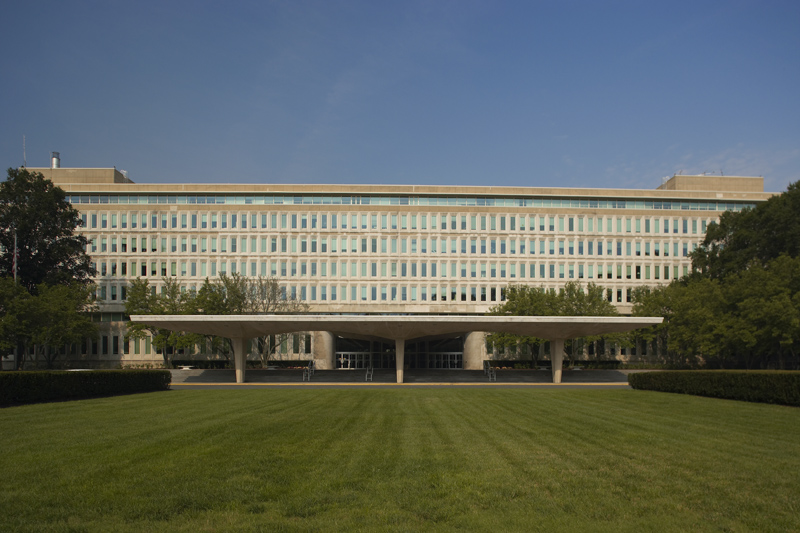
Edificio original del cuartel general de la CIA.

Murad estaría implicado en la realización del atentado cuyo primer paso consistía en rentar, comprar o secuestrar una aeronave pequeña, preferiblemente un Cessna. El aeroplano sería llenado con explosivos para posteriormente ser estrellado en contra del cuartel general de la Agencia Central de Inteligencia en Langley (Virginia). Murad había recibido instrucción como piloto aéreo en Carolina del Norte y probablemente se hubiera desempeñado como piloto suicida.
Había un plan alterno, que implicaría el ataque a un décimo segundo avión comercial que sería secuestrado para dirigirlo a su objetivo, esta idea surgió como consecuencia de los problemas que habían dado las pruebas de explosivos en Manila. Jálid Sheij Mohámed sería el encargado de realizar esta opción alternativa.
El gobierno de Filipinas envió un primer reporte a los Estados Unidos el 20 de enero de 1995, el memorándum decía: "Lo que el sujeto tiene en su mente es que se embarcará en cualquier avión comercial estadounidense pretendiendo ser un pasajero ordinario. Entonces se secuestrará dicho avión, tomará el control de su cabina de mando y se estrellará en la sede de la CIA".
Otro complot implicaría el secuestro de diez aviones comerciales en Estados Unidos que podrían dirigirse hacia objetivos como el World Trade Center (Ciudad de Nueva York), El Pentágono (Arlington, Virginia), el Capitolio de los Estados Unidos, la Casa Blanca (ambos en Washington D. C.), los cuarteles generales de la CIA y el FBI, la Torre Sears (Chicago, Illinois), la U.S. Bank Tower (Los Ángeles, California), el Columbia Center (en Seattle, Washington) y algunas plantas nucleares en suelo estadounidense. En su declaración Murad aseguró que se había abandonado el plan por no poder conseguir suficientes reclutas dispuestos a cometer tal misión. Sin embargo, esta fase del complot se convirtió en la base para la realización de los Atentados del 11 de septiembre de 2001 que implicaron el secuestro de vuelos comerciales (en lugar de pequeñas aeronaves cargadas con explosivos) los cuales fueron dirigidos contra el World Trade Center (que fue destruido totalmente) y El Pentágono (que sufrió daños parciales).

## Descubrimiento y cancelación de la Operación
La tarde del 6 de enero de 1995, se desató un incendio en el complejo de Apartamentos Doña Josefa, justo 6 días antes del inicio de la visita del papa Juan Pablo II a Manila. Este hecho provocó que los terroristas abortaran el plan de los ataques.
Según reportes de la policía de Manila, el fuego inició alrededor de las 6 de la tarde, cuando Abdul Hakim Murad inició un incendio químico al verter agua sobre una sustancia que estaba en el fregadero de la cocina del Apartamento 603, ubicado en el sexto piso del bloque de viviendas. Alrededor de las 11:00 p. m. los vecinos se quejaron de un olor extraño, la administradora del edificio llamó al cuerpo de bomberos local, sin embargo el olor y el fuego llamaron la atención del cuerpo de policía, que contaba con una oficina a 500 metros del lugar que ocupaban los terroristas. El primer operativo de revisión fue cancelado debido a que un teléfono comenzó a sonar, lo que provocó la huida de los agentes quienes creyeron que se trataba de una trampa explosiva. En septiembre de 2002 un reportero de Los Angeles Times señaló que el fuego en el apartamento había sido provocado por agentes de policía, que se infiltraron en lugar con la intención de provocar la salida de los terroristas.
Como consecuencia del operativo policial fue arrestado un hombre que se hacía llamar "Ahmed Saeed", sobre quien más tarde se descubrió que se trataba de Abdul Hakim Murad, en su declaración inicial el terrorista explicó a la policía filipina que se trataba de un piloto aéreo que se encontraba de vacaciones, y se dirigía al apartamento para explicar que se había tratado de una explosión de petardos. Murad trató de escapar en un principio, pero fue arrestado después de tropezar con la raíz de un árbol. El pakistaní fue llevado a comisaría, en el transcurso del viaje ofreció a los policías una cantidad de 110 740 pesos filipinos (unos 2000 dólares americanos) a cambio de su libertad. En sede policial, Murad firmó una declaración donde aseguraba su inocencia, alegando que se trataba de un turista que visitaba a un amigo dedicado al negocio de la importación y exportación de químicos. Fuentes policiales aseguran que tras firmar el documento murmuró la frase "dos satanes deben ser destruidos: el Papa y América".

## Registro y recolección de evidencias en el Apartamento 603
A las 2:30 de la madrugada del día 7 de enero, las fuerzas de policía de Manila encabezadas por el comandante Francisco F. Bautista y la comandante de vigilancia Aida D. Fariscal volvieron al apartamento y comenzaron a revisar el lugar en busca de pruebas, encontraron toda una serie de objetos incriminatorios: compuestos químicos; aparatos de medición como termómetros, temporizadores y embudos; fotografías del papa Juan Pablo II; crucifijos y ropas de sacerdote. Estos objetos, junto con la grabación de un mensaje de voz dejado en el teléfono que hablaba sobre una sotana "lista para pruebas" y la inminente llegada del Pontífice al país, sirvieron para que Bautista estuviera seguro de haber evitado un plan para asesinar al líder de la Iglesia católica.
A las 4:00 de la mañana, las fuerzas de seguridad lograron obtener una orden de allanamiento y registro del apartamento, anteriormente se había tratado de obtener el permiso en unas 11 ocasiones previas puesto que Fariscal sospechaba de los habitantes del lugar y los relacionaba con la reciente ola de ataques que afectaban a la zona de Gran Manila y el atentado al Vuelo 434, algunos de ellos cometidos por Ramzi Yousef.
El registro de la vivienda continuó y las autoridades encontraron más productos químicos como ácidos sulfúrico, pícrico y nítrico, clorato de sodio, nitrobenzol, amoníaco, nitrato de plata, metanfetaminas y ANFO. Se encontraron también dos grandes latas de gasolina y botellas de jugo donde se guardaba nitroglicerina. Equipo como termómetros, probetas, grandes teteras para cocinar, embudos, fusibles, filtros, soldadores, vasos, morteros, pilas, diferentes sistemas de fusibles electrónicos, temporizadores, interruptores y disyuntores. También se descubrió en la búsqueda una bomba de tubo de latón a control remoto, así como otra bomba de tubos que estaba a punto de ser empaquetada. El apartamento también contenía un libro de texto de química y diccionario químico, una revista Time cuya portada trataba sobre terrorismo internacional, además se descubrió un recibo de farmacia y una botella de solución de lentes de contacto. En un armario debajo del lavaplatos se encontró una bomba de tiempo acabada y otros relojes Casio.
Sin embargo, la prueba más concluyente representó el hallazgo de un manual escrito en árabe donde se describía la manera de hacer una bomba líquida.
La policía también descubrió una pila con 12 pasaportes falsos de nacionalidades noruega, Arabia saudí y pakistaní. Los investigadores también encontraron una tarjeta de negocios perteneciente a Mohammed Jamal Khalifa; se dice que Saeed poseía una lista con por lo menos cinco números telefónicos pertenecientes a Khalifa, además se encontró un número perteneciente a Rose Masquera, novia de Mohammed.

### Computadora de Yousef
El proyecto de Yousef fue descubierto en cuatro disquetes y en un portátil Toshiba que se encontraban en su apartamento, el hallazgo se realizó dos semanas antes de que se pusiera en marcha la fase II de la operación. Varios archivos cifrados en el disco duro del portátil contenían horarios de vuelo, cálculos de tiempos de detonación y otros elementos. La primera cadena de texto en uno de los archivos decía: "Todas las personas que apoyan al gobierno de Estados Unidos son nuestros objetivos en nuestros planes futuros y eso es porque todas esas personas son responsables de las acciones de su gobierno y apoyan la política exterior de EE.UU. Si el gobierno estadounidense sigue apoyando a Israel, entonces continuaremos llevando a cabo operaciones dentro y fuera de los Estados Unidos para incluir ... " el texto finalizó en esa frase.
Se encontró además un archivo llamado "Bojinka" en donde se listaban once vuelos entre Asia y los Estados Unidos, que fueron agrupados en cinco nombres clave, se encontraron cadenas de palabras como:
```
"SETTING: 9:30 pm to 10:30 pm TIMER: 23HR. BOJINKA: 20:30-21:30 NRT Date 5", y "SETTING: 8:30-9:00. TIMER: 10HR. BOJINKA: 19:30-20:00 NRT Date 4
```

Los códigos posiblemente se referían al Vuelo 80 de United y al 30 de Northwest.
El portátil tenía nombres de docenas de asociados, incluyendo algunas fotografías de algunos de ellos e información de contacto de Mohammed Jamal Khalifa. Se encontraron además registros de información sobre hoteles de cinco estrellas, tratos con una corporación comercial de Londres, un dueño de mercado de carne en Malasia y un centro islámico en Tucson, Arizona. Se encontró información sobre cómo se movía el dinero a través de una firma bancaria de Abu Dabi.
Una comunicación firmada como "Khalid Shaikh + Bojinka" también fue encontrada en la computadora de Yousef que amenazó con atacar objetivos "en respuesta a la ayuda financiera, política y militar dada al Estado judío en la tierra ocupada de Palestina por el Gobierno de los Estados Unidos". La carta también decía que los terroristas afirmaban tener "capacidad para fabricar y usar productos químicos y gas venenoso... para su uso contra instituciones, poblaciones vitales y las fuentes de agua potable".
La carta también amenazó con asesinar a Fidel V. Ramos, el presidente de Filipinas en ese momento, así como atacar aviones si Estados Unidos no cumplía con las demandas del grupo. La carta decía que el grupo que reclamaba la responsabilidad era la "Quinta División del Ejército de Liberación"
La evidencias encontradas en el Edificio de Apartamentos Doña Josefa llenó tres camionetas policiales.

## Búsqueda y captura de los responsables
Wali Khan Amin Shah fue arrestado en un complejo de apartamentos el 11 de enero, después de que la policía vio que un buscapersonas que había sido llamado por Yousef estaba registrado en el nombre de la novia de Shah. El detenido escapó de su custodia unas 77 horas más tarde. Shah resultó ser un conspirador después de que las autoridades vieron fotos de él escaneadas en la computadora portátil que contenían información sobre la trama, así como números de teléfono celular que llevaban a los investigadores al apartamento. Yousef y Khalid Sheikh Mohammed pudieron escapar de Filipinas a Pakistán. El 31 de enero de 1995, Yousef voló de Pakistán a Tailandia en un intento de colocar maletas bomba en aviones de Delta y United Airlines. Tras fracasar, regresó a Pakistán.
Después de recibir la llamada telefónica de Murad, Yousef hizo planes para irse y voló a Singapur unas cinco horas después del arresto de Murad. Un día después de que la operación Bojinka fuera descubierta, Yousef se dirigió a Pakistán. Mohammed escapó a Pakistán, sin saber exactamente el número de días o semanas después.
Filipinas envió detalles sobre la operación Bojinka a los Estados Unidos en abril de 1995. La cúpula directiva de Konsojaya fue escuchada a través de espionaje telefónico, por sospechas al estar frecuentemente en contacto con la organización benéfica de Mohammed Jamal Khalifa, la intervención telefónica duró hasta que la trama fue descubierta.
Yousef fue arrestado en la casa de huéspedes Su-Casa en Islamabad, Pakistán, el 7 de febrero de 1995, por agentes del Servicio de Seguridad Diplomática de los Estados Unidos, después de una cacería de 23 días. Wali Khan Amin Shah, el financiero, fue detenido en Malasia en diciembre de 1995. Su identidad fue revelada después de que se le tomaron las huellas dactilares. Shah también fue extraditado a los Estados Unidos.
Los tres conspiradores recibieron penas de cadena perpetua por participar en la conspiración. Yousef además fue condenado a 240 años de prisión en conjunto a su sentencia de cadena perpetua por haber cometido el atentado del World Trade Center de 1993. Yousef fue sentenciado el 8 de enero de 1998 y Murad fue sentenciado el 16 de mayo del mismo año. Shah comenzó a cooperar con el gobierno desde agosto de 1998.
Mohammed Jamal Khalifa, un empresario saudita de Yeda, que estaba casado con una de las hermanas de Osama bin Laden, estuvo en Filipinas a principios de 1994. Fue detenido el mismo año en Mountain View, California, por conspirar en el atentado del World Trade Center de 1993. Estaba financiando la operación Bojinka, según el contenido que los investigadores filipinos enviaron a los Estados Unidos. El Servicio de Inmigración y Naturalización de los Estados Unidos deportó a Khalifa a Jordania en mayo de 1995. Fue absuelto por el tribunal jordano y se trasladó a Arabia Saudita. Fue asesinado en su habitación de hotel en Madagascar el día 31 de enero de 2007.
Jálid Sheij Mohámed fue capturado en Rawalpindi, Pakistán el 1 de marzo de 2003 en una acción conjunta entre la Agencia Central de Inteligencia y los Inter-Services Intelligence pakistaníes. En 2006 fue trasladado desde una prisión secreta de la CIA al Centro de detención de Guantánamo. En marzo de 2007 confesó haber sido el cerebro de la organización de los atentados del 11 de septiembre de 2001, los Atentados de Bali de 2002, el Atentado del World Trade Center de 1993, el intento de hacer explotar un avión entre el Aeropuerto de París-Charles de Gaulle y Aeropuerto Internacional de Miami el 22 de diciembre de 2001 y otros atentados fallidos.

## Resultado final de las investigaciones
Los investigadores de los Estados Unidos tardaron años en encontrar la conexión entre Jálid Sheij Mohámed y la red terrorista Al Qaeda. Los atentados del 11 de septiembre fueron una evolución de lo aprendido en la Operación Bojinka, puesto que Sheij determinó que utilizar aviones cargados con explosivos era una maniobra riesgosa para el éxito de la trama prefirió utilizar la alternativa planteada de secuestrar aviones comerciales.
La Operación Bojinka fue incluida en diversos documentales y series sobre los atentados del 11-S, al ser considerada como un precursor de la tragedia sucedida en 2001.